# Gratien Ferrari
Pour les articles homonymes, voir Ferrari.
Gratien Ferrari, né le 27 mars 1935 à Aix-les-Bains (Savoie) et mort le 10 octobre 2015 à Chambéry, est un homme politique français.

## Biographie
Gratien Ferrari est d'origine italienne.
Athlète de niveau national, il exerce ensuite la profession de principal de collège Garibaldi, tout en étant élu municipal à Aix-les-Bains. En 1986, il est élu député de la Savoie par le scrutin proportionnel.
En 1985 il succède à André Grosjean à la mairie d'Aix-les-Bains.
Battu en 1988 par Louis Besson, il est réélu député en 1993 face au sortant Jean-Paul Calloud, suppléant de Louis Besson devenu député une fois ce dernier nommé ministre.
En 1997, il annonce ne pas se représenter, au profit de son suppléant Dominique Dord. Après la rédaction d'un livre à charge contre son successeur à la mairie d'Aix-les-Bains en 2006, il annonce en 2007 son intention de se présenter aux législatives contre son ancien suppléant, député sortant, avant de finalement renoncer.
Alors que la campagne municipale est lancée depuis plusieurs mois, et que les thermes sont le premier sujet de débat, il annonce en février 2008 sa candidature à la tête d'une troisième liste, divers droite. Il réalise un score de 9,6 % des voix, en dessous de ses espérances. Bien qu'ayant obtenu un siège au Conseil municipal, il en démissionne pour permettre l'entrée d'un de ses colistiers.

## Mandats
- 1985 - 1995 : maire d'Aix-les-Bains
- 16 mars 1986 - 14 mai 1988 : député de la Savoie, RPR
- 28 mars 1993 - 21 avril 1997 : député de la Savoie (première circonscription), UDF-AD

## Vie privée
Il est le père de Laurence Ferrari, Emmanuelle Ferrari et Sophie Ferrari, et l'oncle de Marina Ferrari.

## Ouvrage
- Avec Anne Weigel, Gratien Ferrari et Johannès Pallière, Ville des eaux, ville des rois : Histoire d'Aix-les-Bains, La Ville, 1988, 18 pages.